# Araz Həsənov
Araz Ələddin oğlu Həsənov (ur. 29 marca 1990) – azerski zapaśnik walczący w stylu klasycznym. Zajął szesnaste miejsce na mistrzostwach Europy w 2017. Piąty na uniwersjadzie w 2013. Trzeci w Pucharze Świata w 2014. Mistrz Azerbejdżanu w 2013; trzeci w 2010, 2011 i 2012 roku.